# ホンダ・J型エンジン
ホンダ・J型エンジン（ホンダ・Jがたエンジン）は、本田技研工業で製造されている大型車種用のV型6気筒ガソリンエンジンである。
対抗するクラスのエンジンとしてトヨタのGRエンジン、日産のVQエンジンがある。

## 機構

### VTEC
- J25A/J30A/J32A/J35A/J37A

V型6気筒エンジンとしてはC型の後継にあたる。出力取出軸端からの回転方向が反時計回りのレイアウトをC型エンジンから踏襲しているが、ホンダがこれ以降に開発した機種も順次反時計回りの駆動方式に変更されていった。ラインアップはすべてSOHCの24バルブで共通となり、片バンクあたりDOHC（フォーカム）の仕様は存在しない。
吸・排気バルブは共に2個ずつ設け、ロッカーアームを介し開閉される。そのロッカーアームには可変バルブタイミング・リフト機構が装備され、さらに動弁系のフリクションを低減するため摺動部にローラー機構を使用している。なお、低速域で吸気バルブのうち片方を休止させる「VTEC-E」に類似した仕様もある。点火プラグが燃焼室の天井中央部に取付けられており、カムシャフトを避けるために上側を排気バルブ側に傾けている。シリンダーブロックはアルミ製で、バンク角はC型の90度からV6エンジンとして一般的な60度へ改め、回転バランスを向上させた。
燃料供給装置はPGM-FI仕様のみで、インテークマニホールドの各気筒のポートにインジェクターが取付けられたマルチポイント式で、暖機時にインテークマニホールドから2次エアを供給し、燃料の霧化を促進するAAI（エアアシストインジェクター）が装備されている。インテークマニホールドに可変吸気装置が装備されている仕様があるほか、後述するVCM仕様以降ではエキゾーストマニホールドが無く、シリンダーヘッド内で隣り合う排気ポートが集合し、その直後に排気ガスを浄化する三元触媒が装備されている。

### VCM
- J30A/J35A/J35Z/J35Y/JNA

高出力と低燃費をより高い次元で両立するため、可変バルブタイミング・リフト機構を応用し、低負荷時に一部気筒の吸排気バルブを休止させることにより擬似的に排気量を可変させ、合わせて吸・排気のポンピングロスも低減させている。
2003年発表の4代目インスパイアにリアバンクを休止するVCMが初採用された。2007年発表のインスパイア並びに北米仕様アコードでは6気筒-4気筒−3気筒と使用気筒数を変化させる新型VCMが初採用された。リアバンク側では4気筒モードで1気筒休止、3気筒モードで3気筒休止を実現するためロッカーシャフトは4系統の油圧経路を持つ。2012年発表の8代目北米仕様アコードでは気筒休止は3気筒モードのみだが、吸気側に低回転、高回転でのバルブタイミング切り換えVTECを採用した。リアバンクでは気筒休止を含めVTEC切り替えが3ステージとなる。2013年発表のアキュラ・RLXでは、リアバンク側で異軸であったVCM切り替えとVTEC切り替えを、同軸とするシンクロピストンピン構造による3段階のバルブリフトを実現している。
気筒休止時には、一部気筒のみが燃焼エネルギーを発生するためエンジン振動とこもり音が増大する。エンジン振動を吸収させるために、液封エンジンマウントに内蔵したアクチュエーターを打ち消すように作動させる、アクティブコントロールエンジンマウントを採用している。こもり音を低減させるために、室内にこもり音と逆位相の音を発生して打ち消す、アクティブノイズコントロールを採用している。

### EARTH DREAMS TECHNOLOGY
- J35Y/JNB

2014年までに各車両カテゴリーで燃費No.1を目指し、2020年までにCO2排出量を2000年比で30％の低減を目指すために投入される次世代革新技術で、燃料供給方式に筒内直接噴射（直噴）が採用されている。加えて、VTECやVCMに新動弁機構を採用するなどにより、燃費は10%、出力は5％程度向上している。

## 歴史
- 1996年に発表されたアキュラ・CLに、3,000ccのJ30Aが初めて採用された。
- 1998年10月15日に発表された3代目インスパイア及び2代目セイバーに、2,500ccのJ25Aと低回転時1バルブ休止機構を備えた3,200ccのJ32Aが採用された。
- 1999年6月3日に発表されたラグレイトに、3,500ccのJ35Aが採用された。
- 2003年6月18日 に発表された4代目インスパイアに、気筒休止機構（VCM）を備えたi-VTECのJ30Aが採用された。
- 2004年ゼネラルモーターズ系列の自動車ブランドであるサターンのSUV、ヴューのパフォーマンスモデルにJ35S1が搭載される[3]。
- 2004年10月7日に発表された4代目レジェンドに、国産車自主規制の280PSを超え、300PSを達成したJ35Aが採用された。
- 2006年9月13日に発表された2代目MDXに、3,700ccのJ37Aが採用された。
- 2007年に発表された5代目インスパイア、北米仕様アコードに3段階のVCMを備えたJ35A（北米仕様アコードはJ35Z）が採用された。
- 2009年にフェイスリフトされたアキュラ・TLに吸排気ともにVTECを採用したJ37A2が採用された。
- 2012年1月11日に発表された9代目アコード（北米仕様）に、EARTH DREAMS TECHNOLOGYを投入した3,500ccのJ35Yが採用された。
- 2013年に発表されたアキュラ・RLXに、筒内直接噴射（直噴）仕様のJ35Yが採用された。
- 2021年に発表されたアキュラ・TLXにターボ仕様のJ30ACが設定された
- 2023年に発表されたホンダ・パスポートにDOHC仕様のJ35Y8が設定された

## バリエーション

### 現在

#### J30AC
ターボ
- 弁機構：DOHC i-VTEC 24バルブ ベルト駆動 吸気2 排気2
- 排気量：2,997cc(182.9cu in)
- 内径×行程：86.0mm×86.0mm(3.39in×3.39in)
- 燃料供給装置形式：電子制御燃料噴射式（PGM-FI）
- 参考スペック（UB7 TLXタイプS）
  - 最高出力：265kW（355hp）/5,500rpm
  - 最大トルク：480N·m（354lb⋅ft）/1,400rpm
  - 圧縮: 9.8:1
- TLXタイプS（UB7）
- MDXタイプS（YD8）

#### J35A
VTEC
- 弁機構：SOHC VTEC 24バルブ ベルト駆動 吸気2 排気2
- 排気量：3,471cc
- 内径×行程：89.0mm×93.0mm
- 燃料供給装置形式：電子制御燃料噴射式（PGM-FI）
- 参考スペック（YK2 リッジライン）
  - 最高出力：221kW（300PS）/6,200rpm
  - 最大トルク：353N·m（36.0kg·m）/5,000rpm
- リッジライン（YK2/3）
- BF175A/BF200A/BF225A/BF250A（船外機）

VCM
- 弁機構：SOHC i-VTEC ベルト駆動 吸気2 排気2
- 排気量：3,471cc
- 内径×行程：89.0mm×93.0mm
- 燃料供給装置形式：電子制御燃料噴射式（PGM-FI）
- 参考スペック（CP3 インスパイア）
  - 最高出力：206kW（280PS）/6,200rpm
  - 最大トルク：342N·m（34.9kg·m）/5,000rpm
- オデッセイ（RL6 北米仕様）

#### J35Y
VCM
- 弁機構：DOHC i-VTEC ベルト駆動 吸気2 排気2
- 排気量：3,471cc
- 内径×行程：89.0mm×93.0mm
- 燃料供給装置形式：電子制御燃料噴射式（PGM-FI）
- 参考スペック（YG1 パイロット）
  - 最高出力：213kW（285 hp）/6,100rpm
  - 最大トルク：355N·m（262lb⋅ft）/5,000rpm
- パイロット（YG1/2）

### 過去

#### J25A

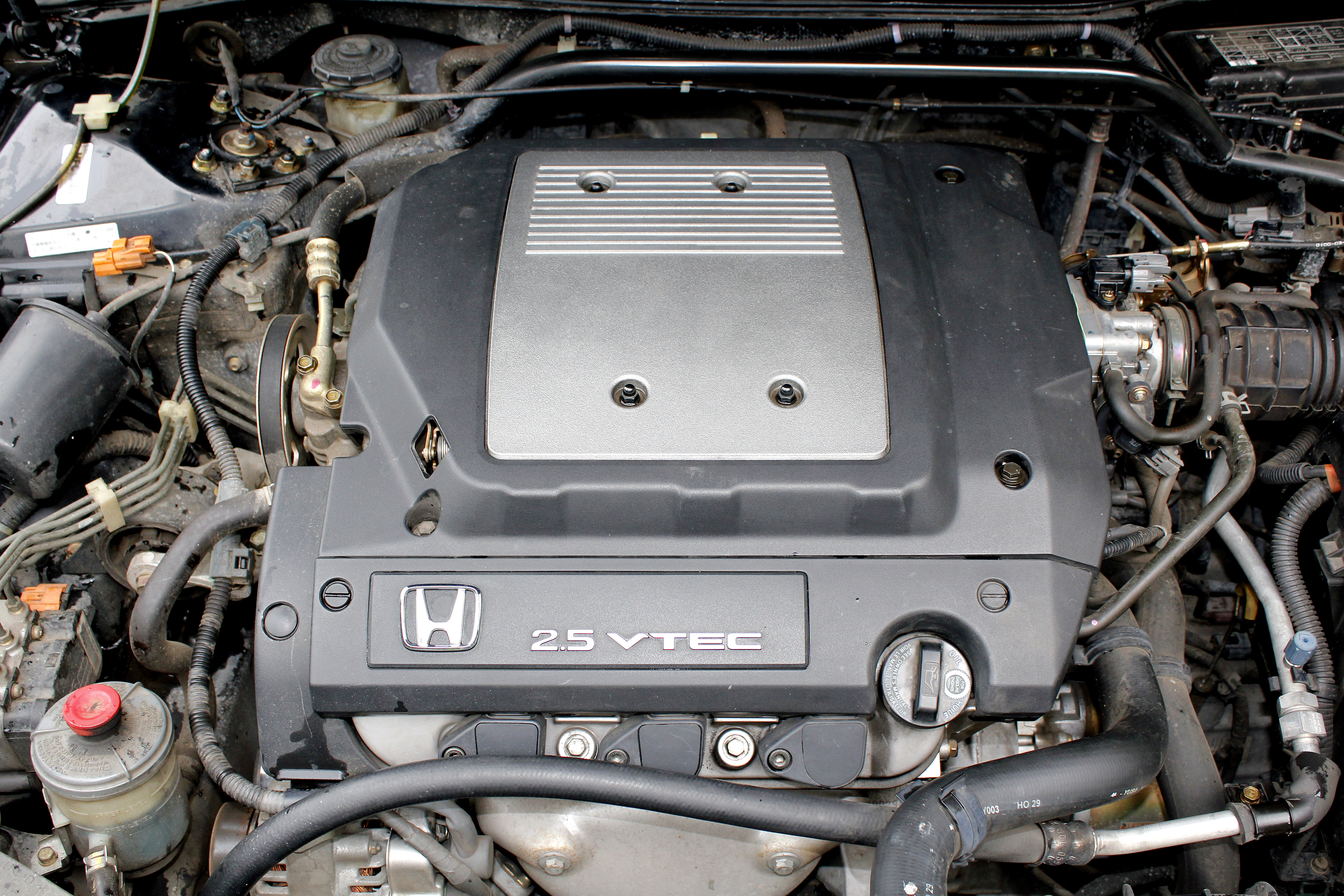
J25A（インスパイア）

- 弁機構：SOHC VTEC ベルト駆動 吸気2 排気2
- 排気量：2,495cc
- 内径×行程：86.0mm×71.6mm
- 燃料供給装置形式：電子制御燃料噴射式（PGM-FI）
- 参考スペック（UA4 インスパイア）
  - 最高出力：184kW（200PS）/6,200rpm
  - 最大トルク：296N·m（24.5kg·m）/4,600rpm

#### J30A
VTEC

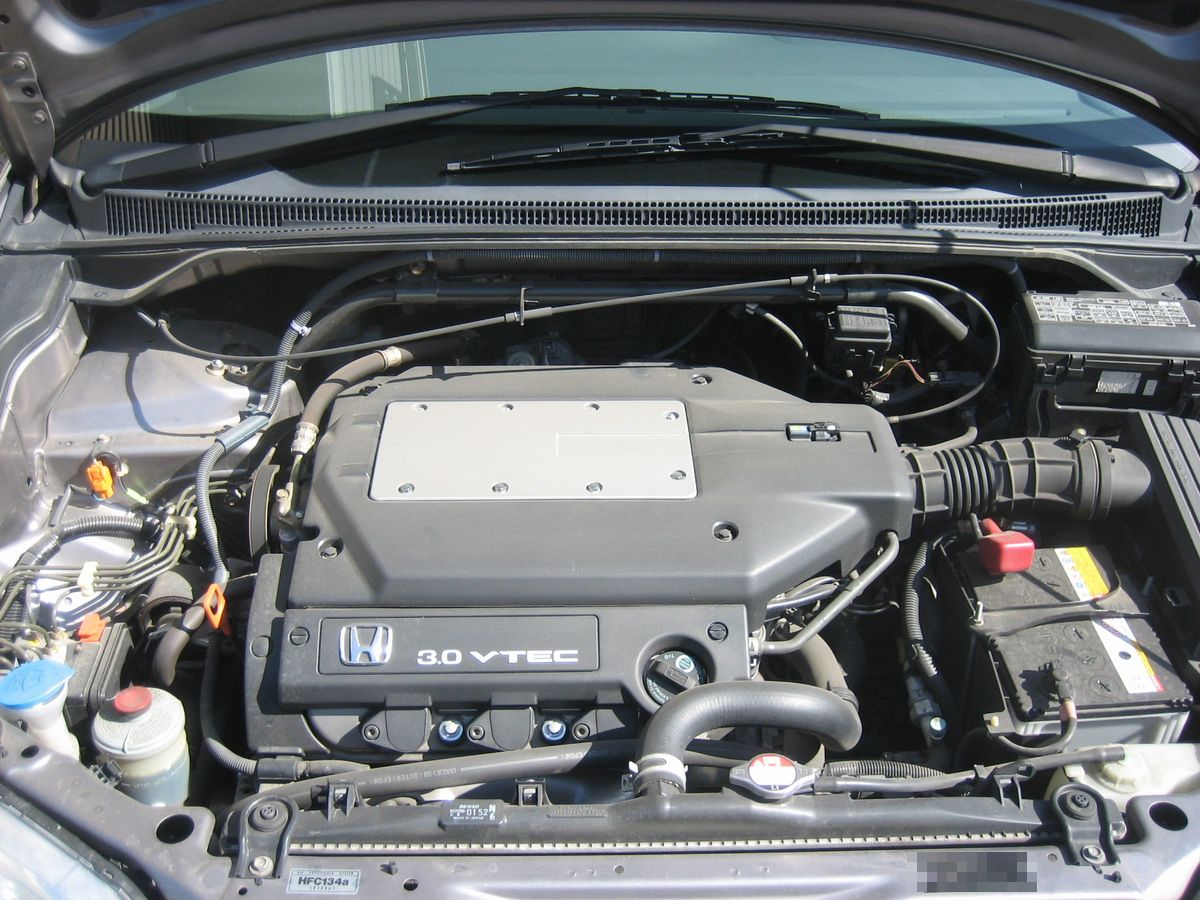
J30A（オデッセイ）

- 弁機構：SOHC VTEC 24バルブ ベルト駆動 吸気2 排気2
- 排気量：2,997cc
- 内径×行程：86.0mm×86.0mm
- 燃料供給装置形式：電子制御燃料噴射式（PGM-FI）
- 参考スペック（TA3 アヴァンシア）
  - 最高出力：158kW（215PS）/5,800rpm
  - 最大トルク：272N·m（27.7kg·m）/5,000rpm

VCM
- 弁機構：SOHC i-VTEC 24バルブ ベルト駆動 吸気2 排気2
- 排気量：2,997cc
- 内径×行程：86.0mm×86.0mm
- 燃料供給装置形式：電子制御燃料噴射式（PGM-FI）
- 参考スペック（RR3 エリシオン）
  - 最高出力：184kW（250PS）/6,000rpm
  - 最大トルク：309N·m（31.5kg·m）/5,000rpm

#### J30Y1
- 弁機構：SOHC i-VTEC 24バルブ 吸気2 排気2
- 排気量：2,997cc
- 内径×行程：86.0mm×86.0mm
- 燃料供給装置形式：筒内直接噴射式（PGM-FI）
- 参考スペック（MDX スポーツハイブリッド）
  - 最高出力：189kW（257hp）/6,300rpm
  - 最大トルク：296N·m（218lb⋅ft）/5,000rpm

#### J32A
- 弁機構：SOHC VTEC 24バルブ ベルト駆動 吸気2 排気2
- 排気量：3,210cc
- 内径×行程：89.0mm×86.0mm
- 燃料供給装置形式：電子制御燃料噴射式（PGM-FI）
- 参考スペック（UA6 TL）
  - 最高出力：201kW（270PS）/6,200rpm
  - 最大トルク：323N·m（32.9kg·m）/5,000rpm

#### J35Y
Multi-point injection
- 弁機構：SOHC i-VTEC ベルト駆動 吸気2 排気2
- 排気量：3,471cc
- 内径×行程：89.0mm×93.0mm
- 燃料供給装置形式：電子制御燃料噴射式（PGM-FI）
- 参考スペック（北米仕様 アコード）
  - 最高出力：207kW（278hp）/6,200rpm
  - 最大トルク：342N·m（252lb·ft）/4,900rpm

Direct injection
- 弁機構：SOHC i-VTEC ベルト駆動 吸気2 排気2
- 排気量：3,471cc
- 内径×行程：89.0mm×93.0mm
- 燃料供給装置形式：筒内直接噴射式（PGM-FI）
- 参考スペック（KC1 RLX）
  - 最高出力：231kW（310hp）/6,500rpm
  - 最大トルク：376N·m（272lb·ft）/4,500rpm

#### J37A

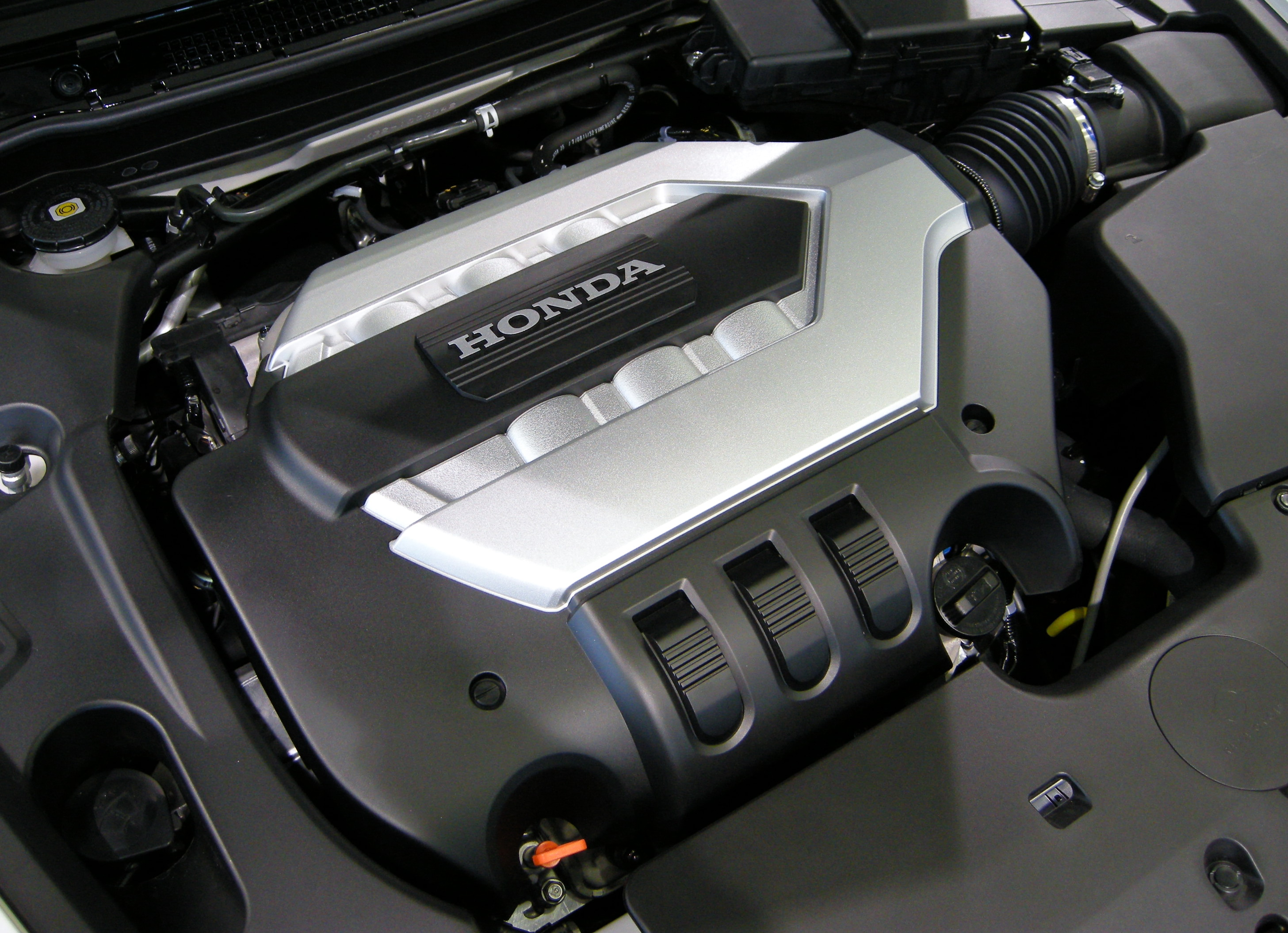
J37A

- 弁機構：SOHC VTEC 24バルブ ベルト駆動 吸気2 排気2
- 排気量：3,664cc
- 内径×行程：90.0mm×96.0mm
- 燃料供給装置形式：電子制御燃料噴射式（PGM-FI）
- 参考スペック（UA9 TL）
  - 最高出力：227kW（309PS）/6,300rpm
  - 最大トルク：370N·m（37.7kg·m）/5,000rpm

#### JNA
- 弁機構：SOHC i-VTEC 24バルブ ベルト駆動 吸気2 排気2
- 排気量：2,997cc
- 内径×行程：86.0mm×86.0mm
- 参考スペック（CN3 アコードハイブリッド）
  - 最高出力：190kW (255hp)/5,400rpm
  - 最大トルク：315N･m (232lb･ft)/4,500rpm

#### JNB
- 弁機構：SOHC i-VTEC 24バルブ ベルト駆動 吸気2 排気2
- 排気量：3,471cc
- 内径×行程：89.0mm×93.0mm
- 燃料供給装置形式：筒内直接噴射式（PGM-FI）
- 参考スペック（KC2 レジェンド）
  - 最高出力：231kW (314PS)/6,500rpm
  - 最大トルク：371N･m (37.8kgf･m)/4,700rpm

#### JNC
- 弁機構：DOHC i-VTEC 24バルブ チェーン駆動 吸気2 排気2
- 排気量：3,492cc
- 内径×行程：91.0mm×89.5mm
- 燃料供給装置形式：筒内直接噴射式（PGM-FI）
- 参考スペック（NC1 NSX）
  - 最高出力：389kW (529PS)/6,500-6,850rpm
  - 最大トルク：600N･m (61.2kgf･m)/2,300-6,000rpm

## 過去の搭載車種
J25A
- インスパイア／セイバー（UA4）

J30A
- CL（YA2）
- オデッセイ プレステージ（RA5）
- オデッセイ（RA8/9）
- アヴァンシア（TA3/4）
- インスパイア（UC1）
- エリシオン （RR3/4）

J30Y1
- RDX 中国仕様
- MDX スポーツハイブリッド

J32A
- インスパイア／セイバー（UA5）
- TL（UA5/6）
- CL（YA4）

J35A
- ラグレイト／オデッセイ 北米仕様（RL1/3/5）
- MDX（YD1）
- パイロット（YF1/2/3/4）
- レジェンド／RL（KB1）
- TL（UA7）
- サターン・ヴュー（Z63）
- インスパイア（CP3）
- エリシオン プレステージ（RR5/6）
- リッジライン（YK1）
- TL（UA7/8）
- クロスツアー（TF1/2）

J35Y
- アコード（北米仕様）
- RLX（KC1）
- パイロット（YF5/6）

J37A
- レジェンド／RL（KB2）
- MDX（YD2）
- TL（UA9）
- ZDX（YB1）

JNA
- アコードハイブリッド（CN3）

JNB
- レジェンド／RLX（KC2）

JNC
- NSX（NC1）

## モータースポーツ
- J35Aをツインターボ化した「HR28TT/AR28TT」が、ALMSに参戦したアキュラ・ARX-03bやSUPER GTのホンダ・CR-ZGT300仕様などに搭載されていた。
- J35Yをツインターボ化した「HR35TT/AR35TT」が、ウェザーテック・スポーツカー選手権に参戦するアキュラ・ARX-05などに搭載されている。